# Kaisha Atakhanova
Kaisha Atakhanova (Karaganda, 18 de julho de 1957) é uma bióloga e ativista social cazaque que ganhou o Prêmio Ambiental Goldman em 2005, e foi nomeada para o Prêmio Nobel da Paz no mesmo ano. Lutou contra a importação de lixo nuclear para o Cazaquistão.  É fundadora e ex-diretora do Centro Ecológico de Karaganda (EcoCenter), organização envolvida na defesa da democracia e proteção do meio ambiente, usando a metodologia horizontal do movimento de raiz.

## Biografia
Kaisha se graduou em biologia pela Karaganda State University e estudou os efeitos genéticos da radiação em anfíbios. No entanto, sentia que sua pesquisa estava sendo pouco aproveitada pela população em geral, e que precisava agir pela mudança e trabalhar com as pessoas afetadas pela radiação em seu país.
O Cazaquistão é um país marcado pelo contaminação nuclear, tendo sido local de testes nucleares durante o governo da União Soviética. Em junho de 2001 um ramo da Kazakh State Committee on Nuclear Energy planejava importar comercialmente lixo radioativo para descarte no país, supostamente com o objetivo de utilizar o dinheiro proveniente dessa atividade para resolver os problemas de radioatividade do país. Para isso, propôs alterar as leis, já que a medida contrariava a legislação vigente na época. Kaisha organizou reuniões com ONGs para impedir a mudança na legislação e, entrando em contato com organizações de dentro e fora do país, chegou a contar com o apoio de 60. A votação, planejada para ocorrer em janeiro de 2003, foi influenciada por Kaisha e sua rede de aliados.
Foi uma campanha que durou dois anos, e sem protestos na rua. Houve longas conversas com cientistas e políticos. Kaisha contactou todos os membros do parlamento cazaque e publicou o posicionamento de cada um. Foi organizado um "ataque por fax", em que diversas pessoas escreveram cartas e enviaram para o parlamento por fax. Uma organização de crianças escreveu cartas para a primeira-dama, organizações de jovens promoveram debates sobre o assunto. "Todos tiveram seu papel", disse Kaisha em entrevista em 2005.
Na mesma época, o parlamento cazaque planejava implementar legislação que limitaria a capacidade de organização da sociedade civil, e combater essa ação também se tornou uma bandeira do movimento, levando o parlamento a desistir da mudança. A legislação que permitiria a importação de lixo nuclear foi impedida, e a EcoCenter, liderada por Kaisha, ajudou a desenvolver um movimento ambientalista mundial, o EcoForum, com mais de 100 organizações em 2005.
Devido a essa movimentação em defesa do meio ambiente, Kaisha foi premiada com o Prêmio Ambiental Goldman, e disse planejar investir os $125,000 que ganhou em projetos de educação e defesa do meio ambiente.
Em 2005, afirmou que os maiores problemas ambientais do país advém dos seus recursos naturais, como gás natural e mineração de urânio. Em 2012, participou da Rio+20, onde discutiu os riscos do amianto para o seu país. Participou de vários eventos, como a Rio+20 e um evento da WECF, denunciando os riscos da energia nuclear.

## Homenagens
- 2005: Prêmio Ambiental Goldman[2][6]